# Vespa
Pour les articles homonymes, voir Vespa (homonymie).

Vespa est une marque et une ligne de scooters brevetée le 23 avril 1946 par la société Piaggio & Co, S.p.A.
Le nom de Vespa, qui signifie « guêpe » en italien, a été choisi par Enrico Piaggio en découvrant le prototype du modèle. Ce deux-roues est par la suite devenu à la fois un symbole de la créativité italienne et un succès commercial, qui se poursuit jusqu'au XXIe siècle qui voit la marque passer, entre 2004 et 2015, de 58 000 scooters vendus à 170 000.

## Création

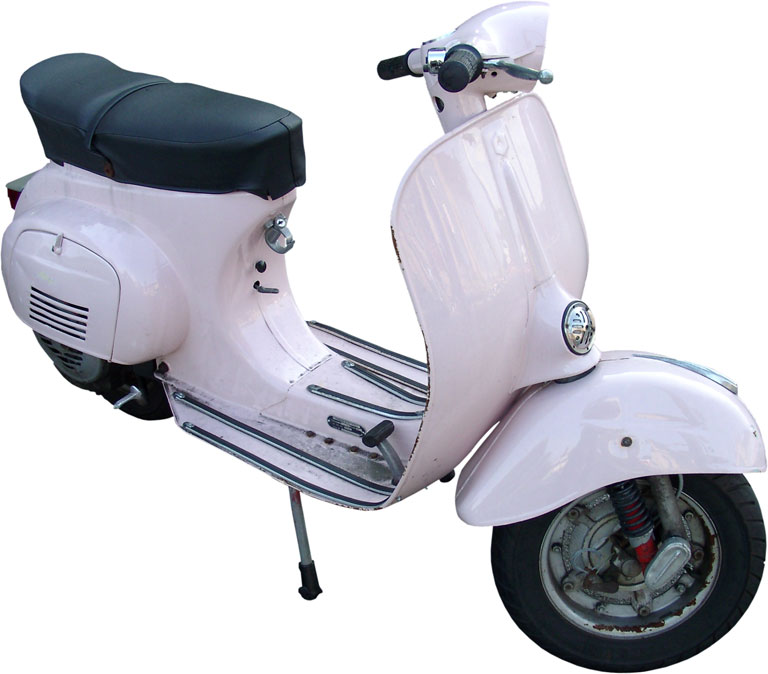
Scooter Vespa Primavera.

À la fin de la Seconde Guerre mondiale, la compagnie industrielle italienne Piaggio, vieille de plus de soixante ans, ne peut plus fabriquer d'avions — son activité principale pendant la guerre — sous son propre nom, car cette activité est désormais interdite à l'Italie. Enrico Piaggio, le fils du fondateur du groupe Piaggio, décide donc de développer un deux-roues afin de créer un nouveau débouché pour son usine. L'industriel demande à l'un de ses ingénieurs aéronautiques, de créer un mode de transport moderne et économique, pouvant être conduit aussi bien par des hommes que par des femmes, et ne salissant pas les vêtements (contrairement à la moto). Un premier modèle est présenté en 1943, le MP5 (Moto Piaggio 5, nom de code du projet) surnommé Paperino (nom italien de Donald Duck), mais son design grossier de moto entièrement carénée ne convainc pas. Un nouveau projet est confié à l'ingénieur Corradino D'Ascanio, qui aboutit au lancement du Piaggio « Vespa » italien en 1946 (prototype MP6), six mois cependant après la Fuji Rabbit (en) japonaise, qui peut être considérée comme le premier motor scooter moderne (le terme anglais « scooter » signifie « trottinette »). La Vespa est ainsi baptisée en souvenir de la réaction d'Enrico Piaggio lorsqu'il découvrit le véhicule : « Elle a l'air d'une guêpe ! ».
Le premier scooter, fabriqué à 2 000 exemplaires la première année, a des caractéristiques singulières qui, d’une part, doivent beaucoup à l’aéronautique et d’autre part, le distinguent des motos. Ainsi le cadre n’est pas constitué de tubes, mais d’une carrosserie autoporteuse en berceau. Les deux petites roues interchangeables sont fixées latéralement côté gauche par des écrous comme pour les trains d'atterrissage des avions, ce qui permet de les déposer facilement ; la fourche est constituée d’un simple bras, avec un seul ressort de suspension, ce qui facilite notamment la réparation en cas de crevaison. Le moteur, inspiré des démarreurs d’avion et protégé par une coque démontable (donc propre, à une époque où les fuites d’huile étaient fréquentes) est monté directement à gauche sur la roue arrière par l'intermédiaire de la boite de vitesses, ce qui dégage l’espace pour les pieds à l'avant, dispense d’enjamber le véhicule et permet de protéger les jambes par un carénage-tablier qui remonte jusqu’au guidon et qui peut être prolongé d’un pare-brise en Plexiglas. La chaîne de transmission ayant été supprimée, l'aile arrière opposée au moteur, à droite, permet l'aménagement d'un petit coffre ou l'installation d'une roue de secours.
C’est un véhicule propre, pratique et économique, et comme l’indique la publicité des années 1940 : « Ce n’est pas une moto, mais plutôt une petite voiture à deux roues ». Elle a de fait permis à beaucoup d’hommes comme de femmes de l’Italie d’après-guerre de se déplacer à moindre frais.
Caractéristiques du premier modèle :
- poids : 60 kg ;
- changement de vitesse à la poignée gauche ;
- moteur à deux temps de 98 cm3 ;
- vitesse maximale : 55 km/h.

Les premières Vespa sont fabriquées à Pontedera en Italie et sont populaires dans les années 1950 et 1960. Le modèle s’est décliné dans de nombreuses versions (motorisation et transmission) mais sa ligne, peu modifiée, est toujours en vogue au début du XXIe siècle.
La firme a également construit sur cette base, dès les années 1940, l’utilitaire Ape, puis, dans les années 1950, une petite voiture, la Vespa 400, citadine à quatre roues et deux portes latérales.

## Rayonnement mondial

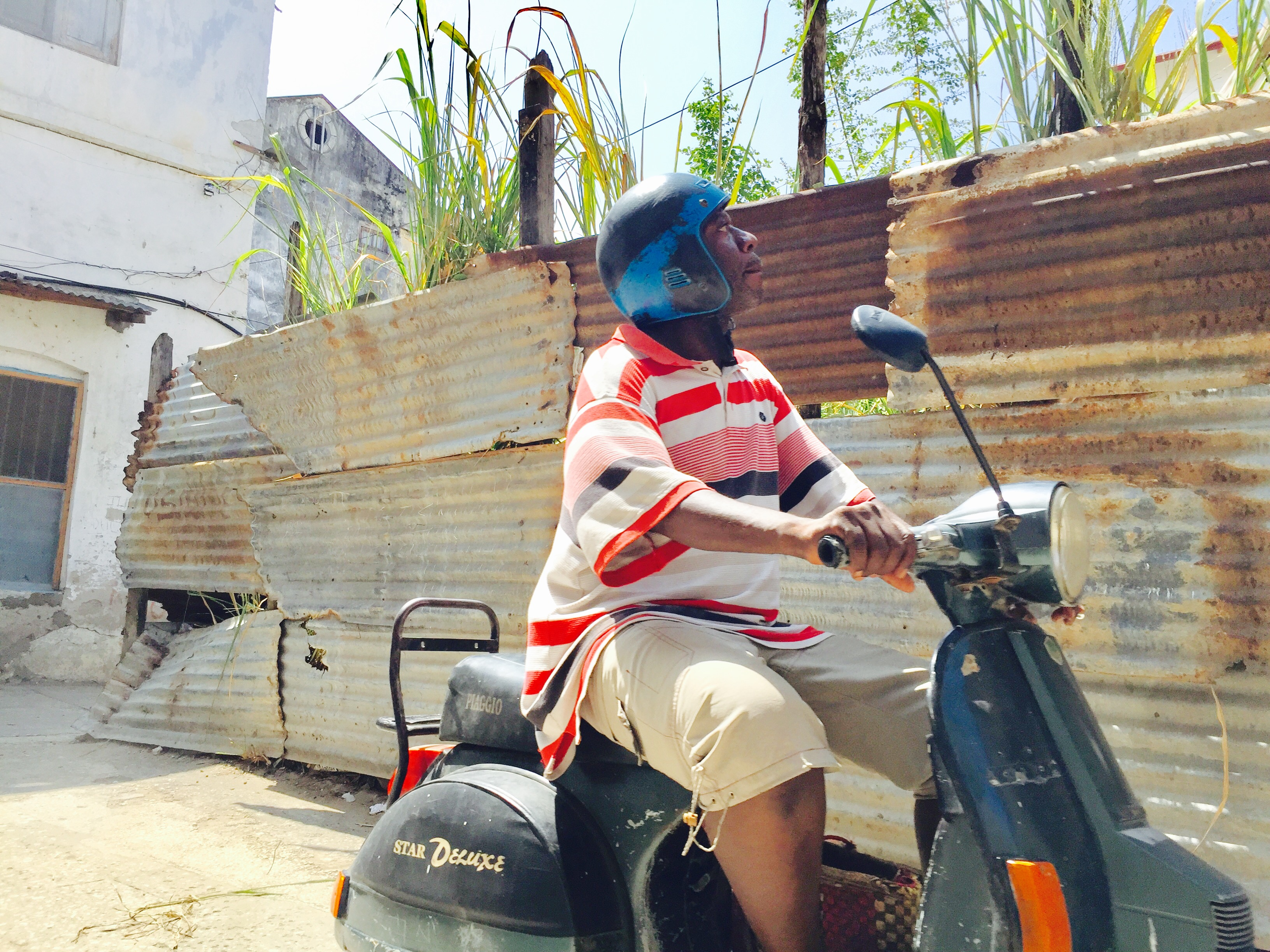
Vespa Star Deluxe à Zanzibar (2017).

Lancée en 1946, la Vespa suscite l'intérêt dans le monde entier. En 1953, le réseau compte 10 000 points de vente à travers le monde, y compris en Asie et en Amérique. En 1950, la Vespa est construite en Allemagne, puis au Royaume-Uni et en France à Fourchambault dans la Nièvre. En Espagne, la production débute en 1953 à Madrid. Des usines sont construites en Inde (à Bombay) et au Brésil. La marque s'implante également aux États-Unis.
La Vespa sera construite dans treize pays et commercialisée dans 114, dont l'Australie, l'Afrique du Sud, l'Iran, le Maroc et la Chine.

## La Vespa dans la culture populaire
Sous l'impulsion de publicitaires comme Gilberto Filippetti, le soft-power de la Vespa commence à croître dans les années 1950-1960 notamment à l'aide de slogans comme Chi Vespa… mangia le mele (« Celui qui Vespa … croque des pommes » associant la Vespa au péché originel).
Dans le monde entier, la Vespa est devenue un produit typiquement italien, synonyme de liberté, de mobilité et de convivialité. Elle est devenue l'apanage d'une classe aisée, et synonyme d'une certaine aisance. Elle doit aussi son succès à son utilisation dans le cinéma, comme Gregory Peck et Audrey Hepburn dans Vacances romaines (1953) ou Marcello Mastroianni et Anita Ekberg dans La dolce vita (1960). Et encore aujourd'hui, on retrouve son influence dans plusieurs œuvres comme la saison 2 de Emily in Paris.
En 2019, l'Hôtel des Monnaies italien (Istituto Poligrafico e Zecca dello Stato) émet une pièce de monnaie de collection en argent, en trois versions colorées respectivement de vert, blanc ou rouge (couleurs du drapeau italien) pour célébrer la Vespa en tant que l'un des symboles les plus célèbres au monde du style italien. La pièce a été créée par l'artiste-graveur Maria Carmela Colaneri. Frappées au total à 20 000 exemplaires, de valeur faciale 5 euros, elles ne sont pas destinées à être mises en circulation.

## Voyages, sports et autres records
Source.
- Giancarlo Tironi, un étudiant italien, atteint le cercle arctique.
- L'Argentin Carlos Velez traverse les Andes de Buenos Aires à Santiago au Chili.
- Roberto Patrignani se rend de Milan à Tokyo.
- Le champion motocycliste Georges Monneret effectue un Paris-Londres « sans descendre de selle » avec une Vespa: Pour la traversée de la Manche, par mer agitée, la Vespa est sanglée sur une sorte de pédalo-catamaran dont l'hélice est entraînée par la roue arrière, via un galet[11].
- Soren Nielsen se rend au Groenland.
- James P. Owen va des États-Unis à la Terre de Feu.
- L'Australien Geoff Dean fait le tour du monde.
- 1980 : participation de quatre Vespa au rallye Paris-Dakar mais seulement deux franchissent la ligne d'arrivée[12],[13].
- Pierre Dellière, sergent dans l'armée de l'air française, atteint Saïgon en 51 jours au départ de Paris.
- Le Suisse Giuseppe Morandi parcourt 6 000 km, dont une majorité dans le désert.
- Ennio Carrega effectue l'aller-retour Gênes-Laponie en douze jours.
- Deux journalistes danois vont jusqu'à Bombay.

## Histoire en quelques dates
- 1946 : création de la première Vespa MP6.
- 1953 : création du modèle VM, doté d'un phare avant placé sur le guidon, et qui permet d'atteindre 75 km/h[14].
- 1955 : création de la Vespa GS (Grand Sport), capable d'atteindre 100 km/h grâce à son moteur de 150 cm3 et un design plus aérodynamique[15].
- Années 1950 et 1960 : succès de la Vespa, immortalisée dans une centaine de films dont Vacances romaines et La dolce vita.
- Années 1970 : ventes en perte de vitesse.
- 1988 : dix millions de Vespa vendues dans le monde depuis sa création[16].
- Années 1990 : nouvel essor du scooter.
- 1996 : lancement pour le cinquantenaire de la marque d'une Vespa dotée d'un moteur à quatre temps à boite de vitesses automatique.
- 2006 : seize millions d'exemplaires vendus[17].
- 2007 : fin de la vente et de la fabrication en Europe du modèle phare, la Vespa PX, à la suite de la législation européenne sur les moteurs à deux temps trop polluants[18].
- 2011 : Piaggio relance la Vespa PX après lui avoir fait passer les tests de la norme Euro 3 ; deux modèles sont lancés : le PX 125 et le PX 150.
- 2015 : pour le 130e anniversaire du constructeur Piaggio, le styliste italien Giorgio Armani dessine un nouveau modèle de la Vespa 946 (la Vespa 946 Emporio Armani, rappel du prototype MP6 créé en 1946)[19].
- 2016 : la production du PX cesse définitivement avec l'adoption, au 1er janvier 2017, des normes anti-pollution Euro 4. Ce modèle est donc le dernier Vespa « classique » (moteur à deux temps à vitesses manuelles) produit par Piaggio.
- 2019 : apparition de la Vespa Electtrica dotée d'un moteur électrique (4 kW) et d'une batterie lithium-ion (4,2 kWh) rechargeable en quatre heures[20].
- 2021 : pour son 75e anniversaire, la Vespa est déclinée en une édition limitée, disponible uniquement en 2021 ; la Vespa 75e dans les versions Primavera 50/125 cm3 et GTS 125/300 cm3[21].

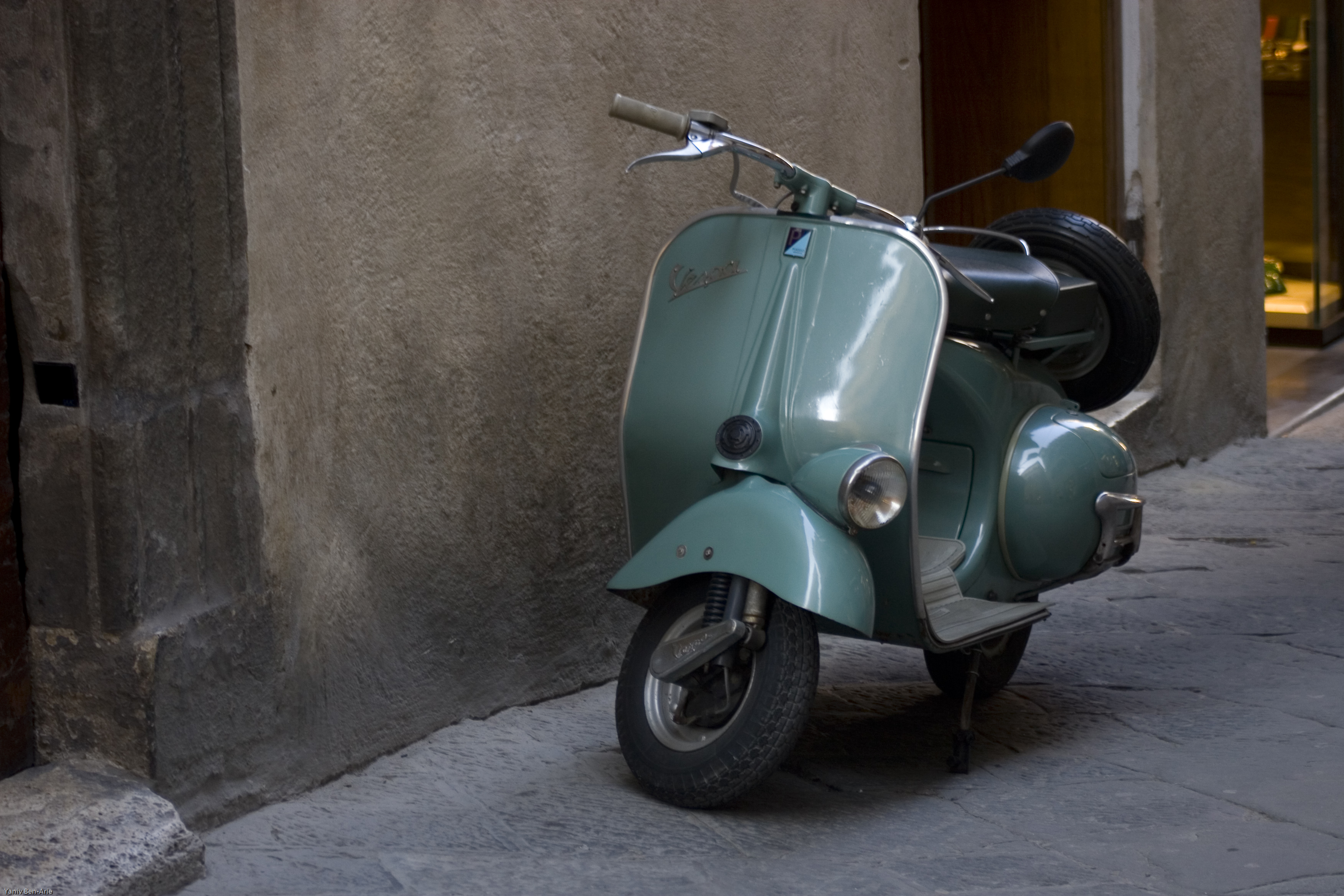
Vespa N 1952.
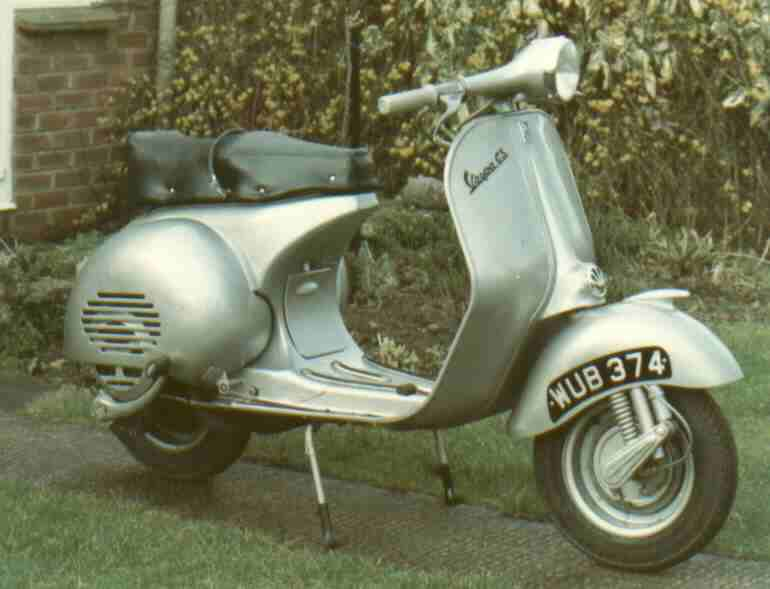
Vespa GS 150 1955.
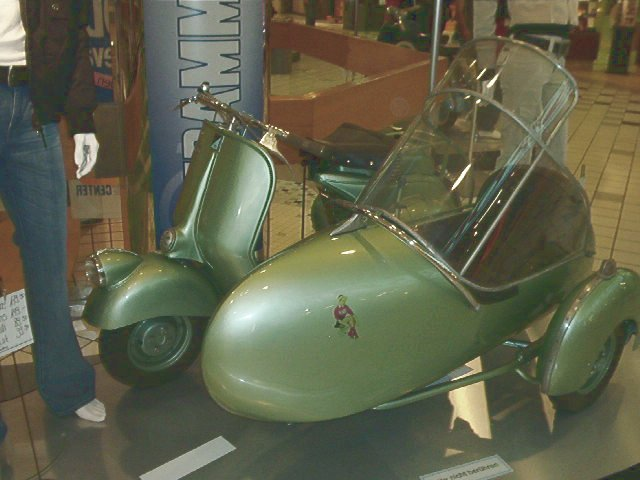
Vespa avec un side-car.
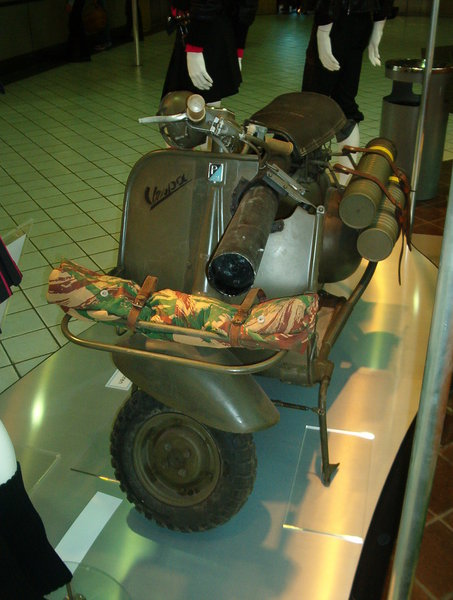
Vespa militaire.
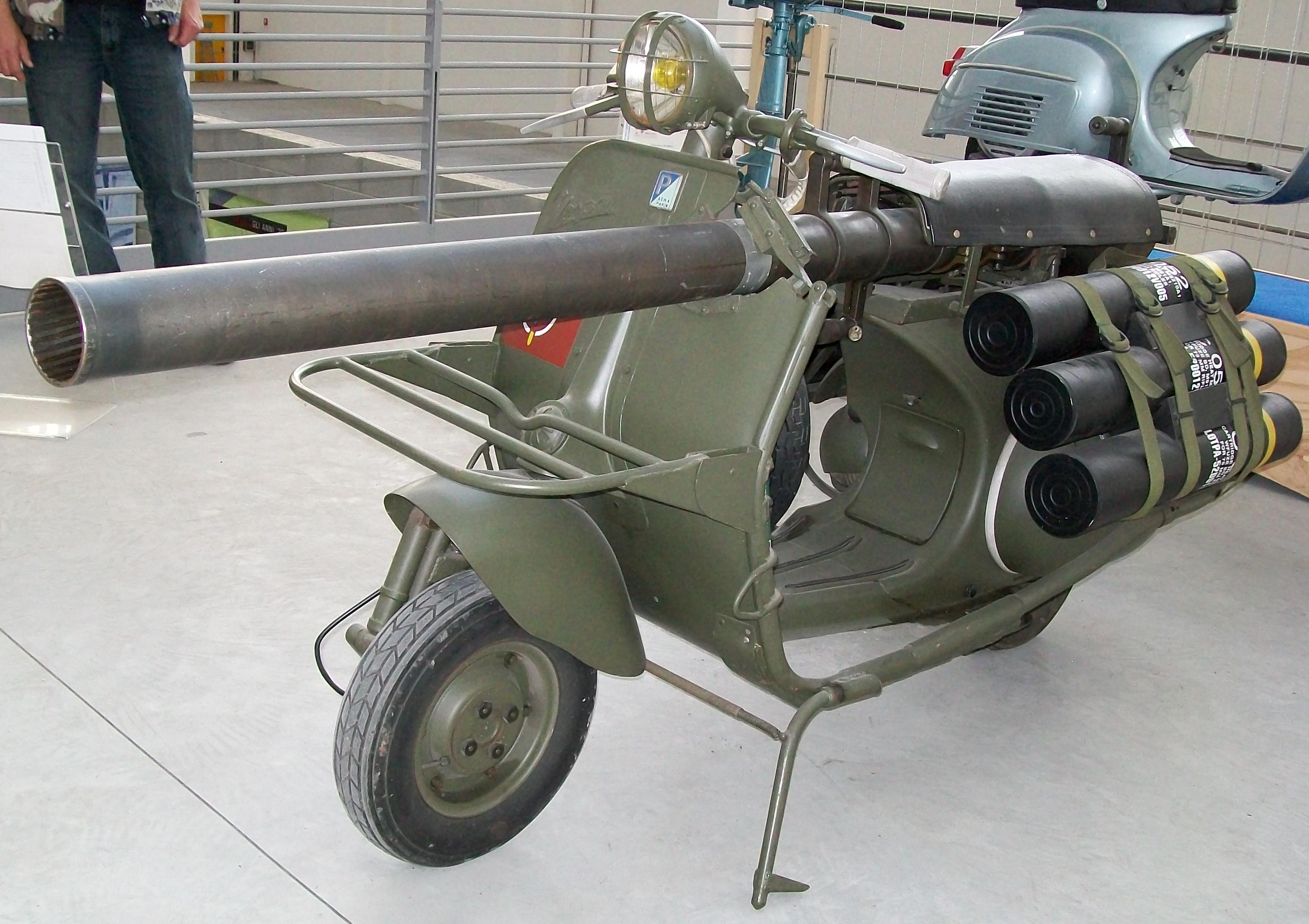
Vespa militaire.
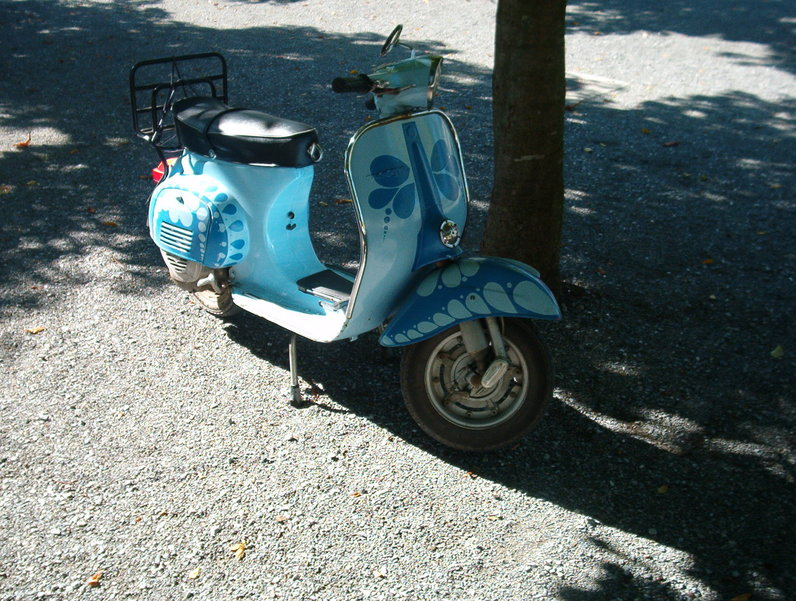
Vespa décorée.
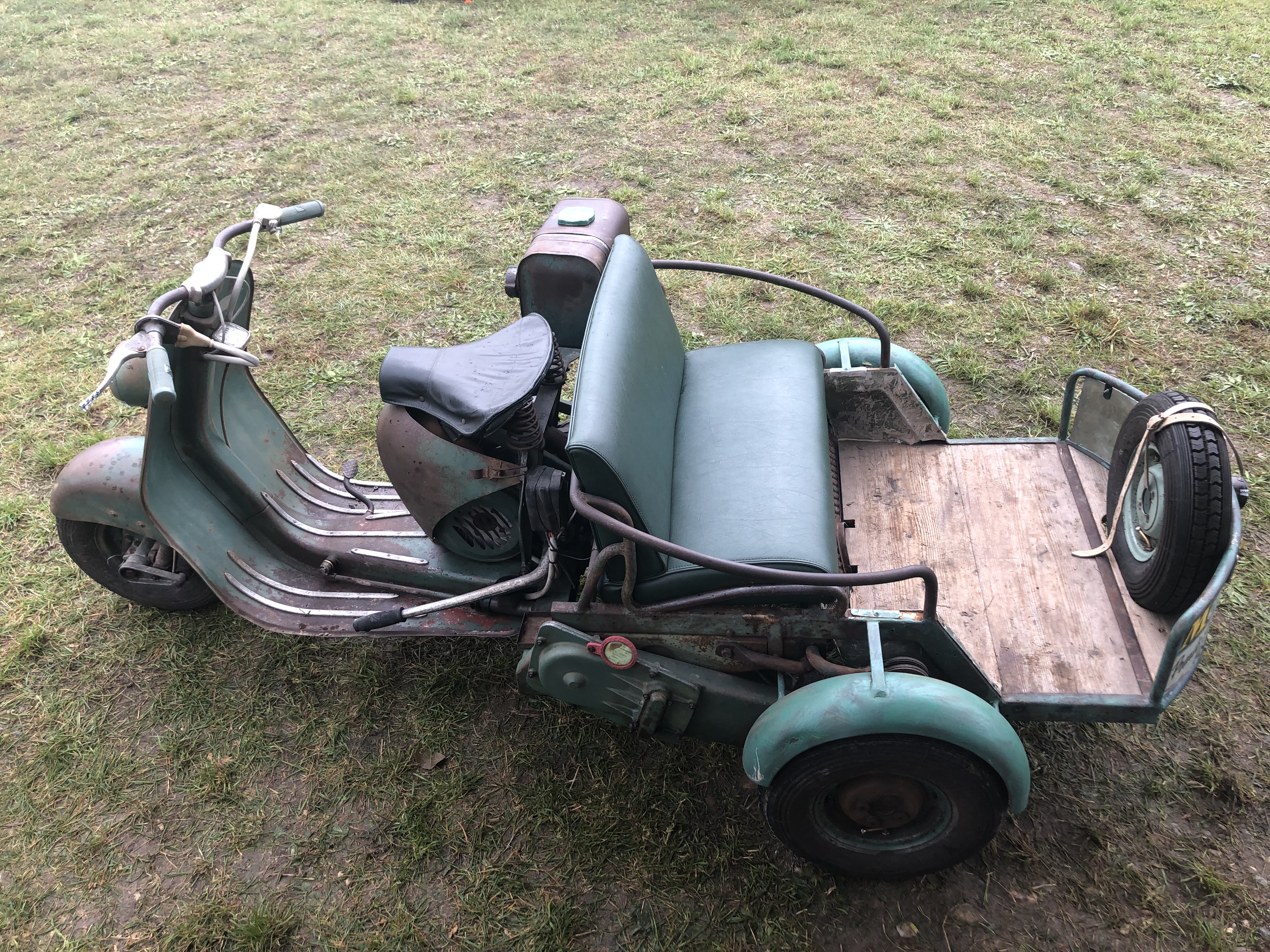
Vespa 1954 triporteur.
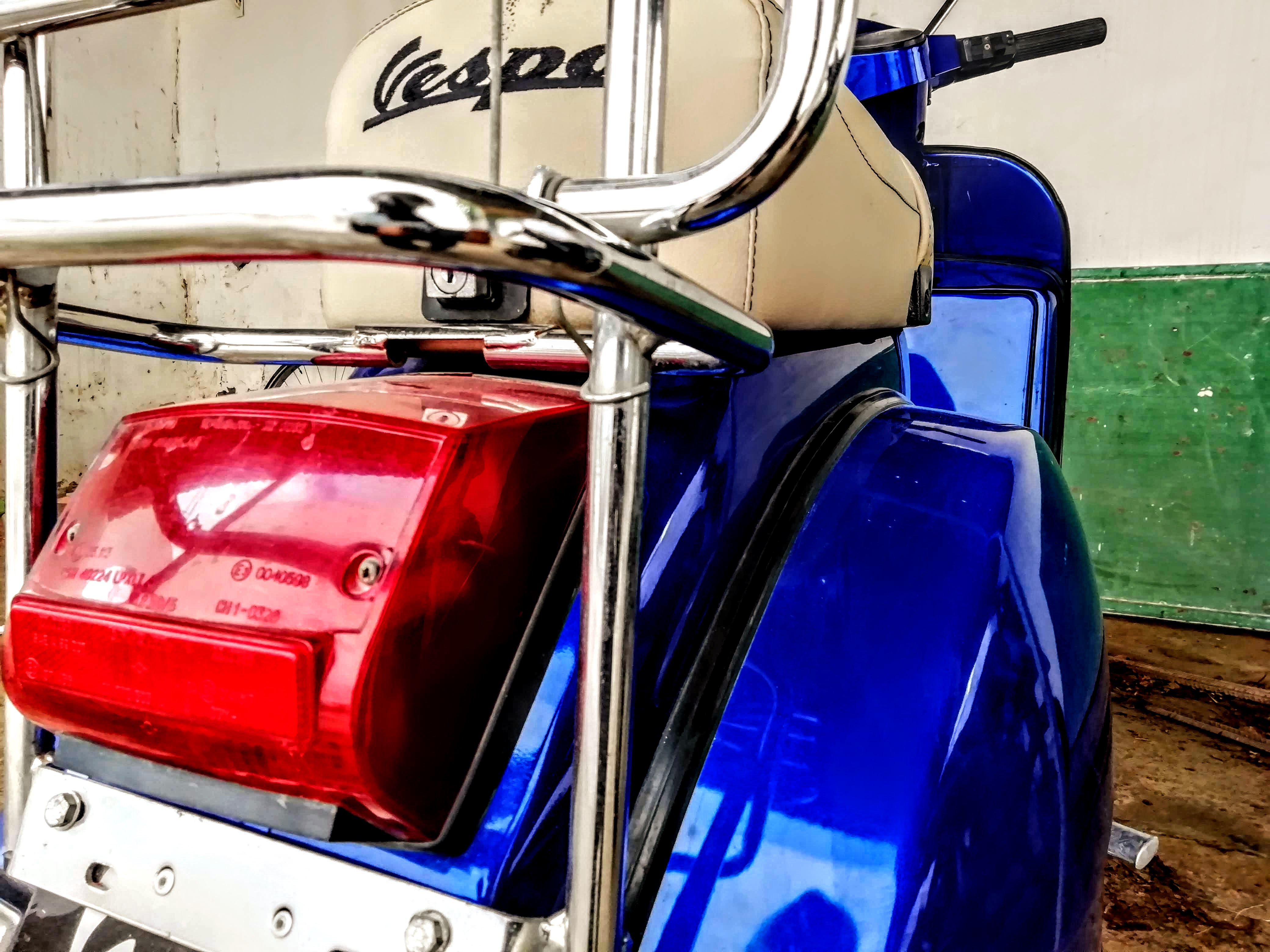
Vespa 1960 customisée en Tunisie.
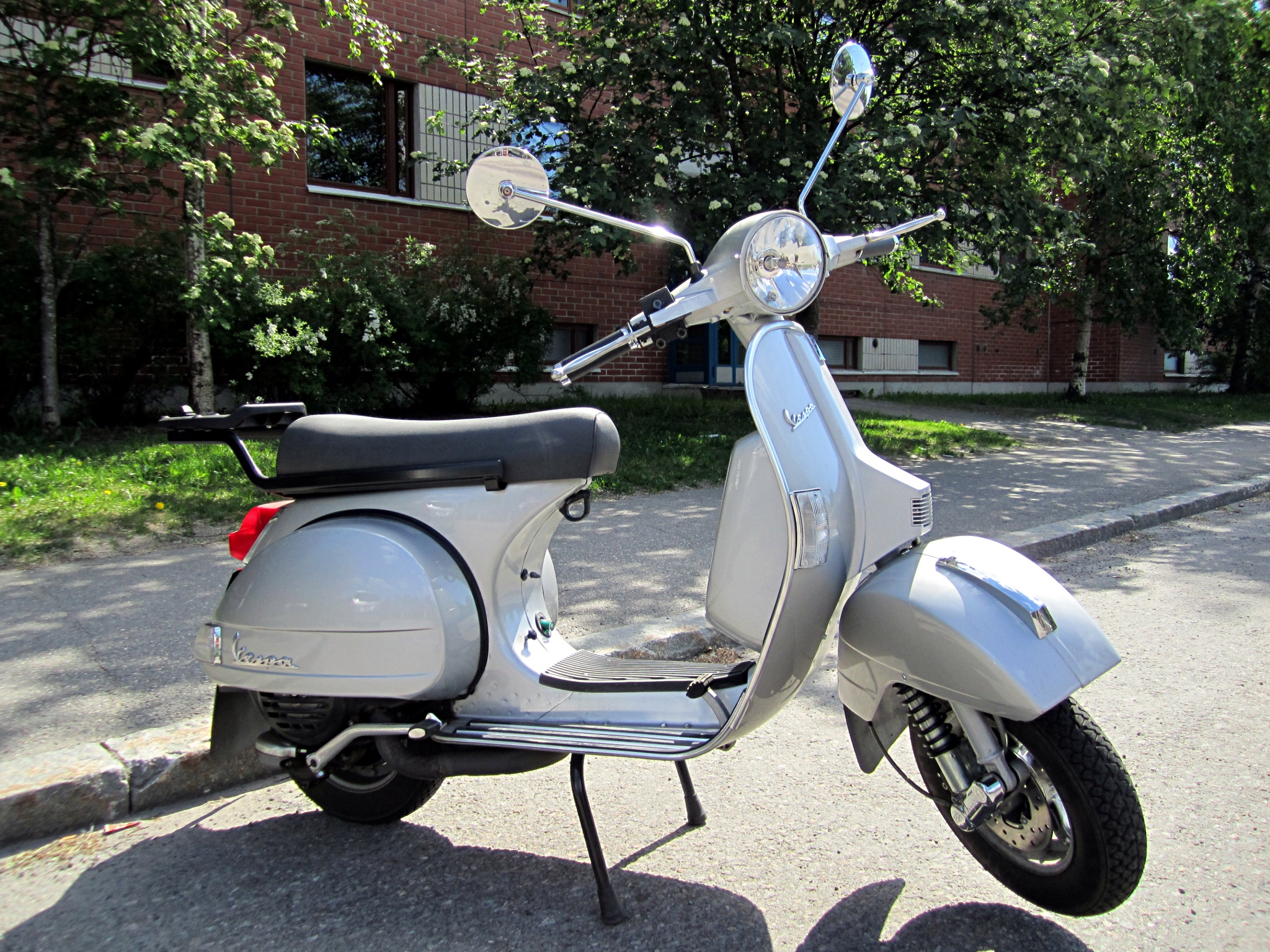
Vespa PX 200 Millennium 2003.
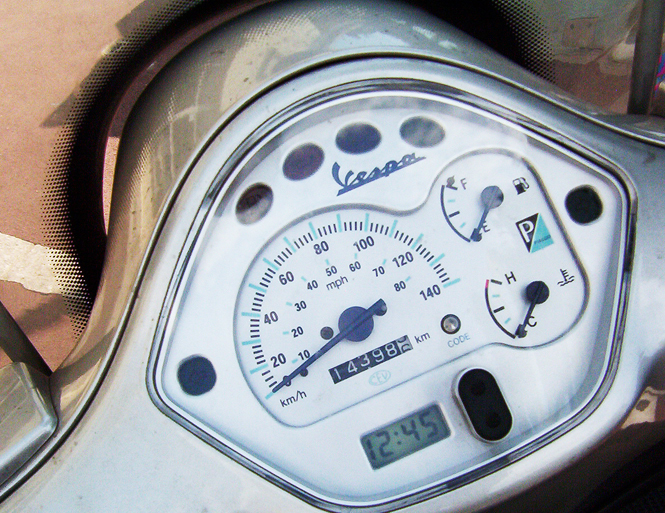
Compteur de Vespa GT.
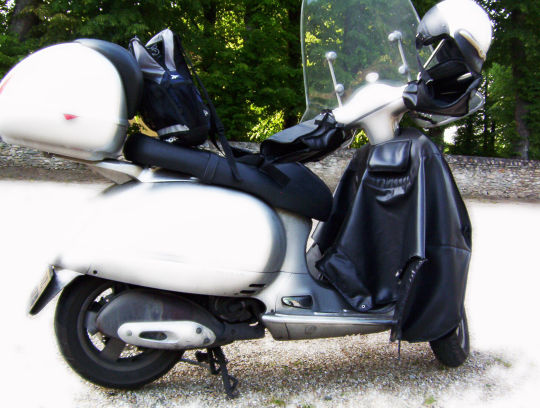
Vespa GT 125 2005.
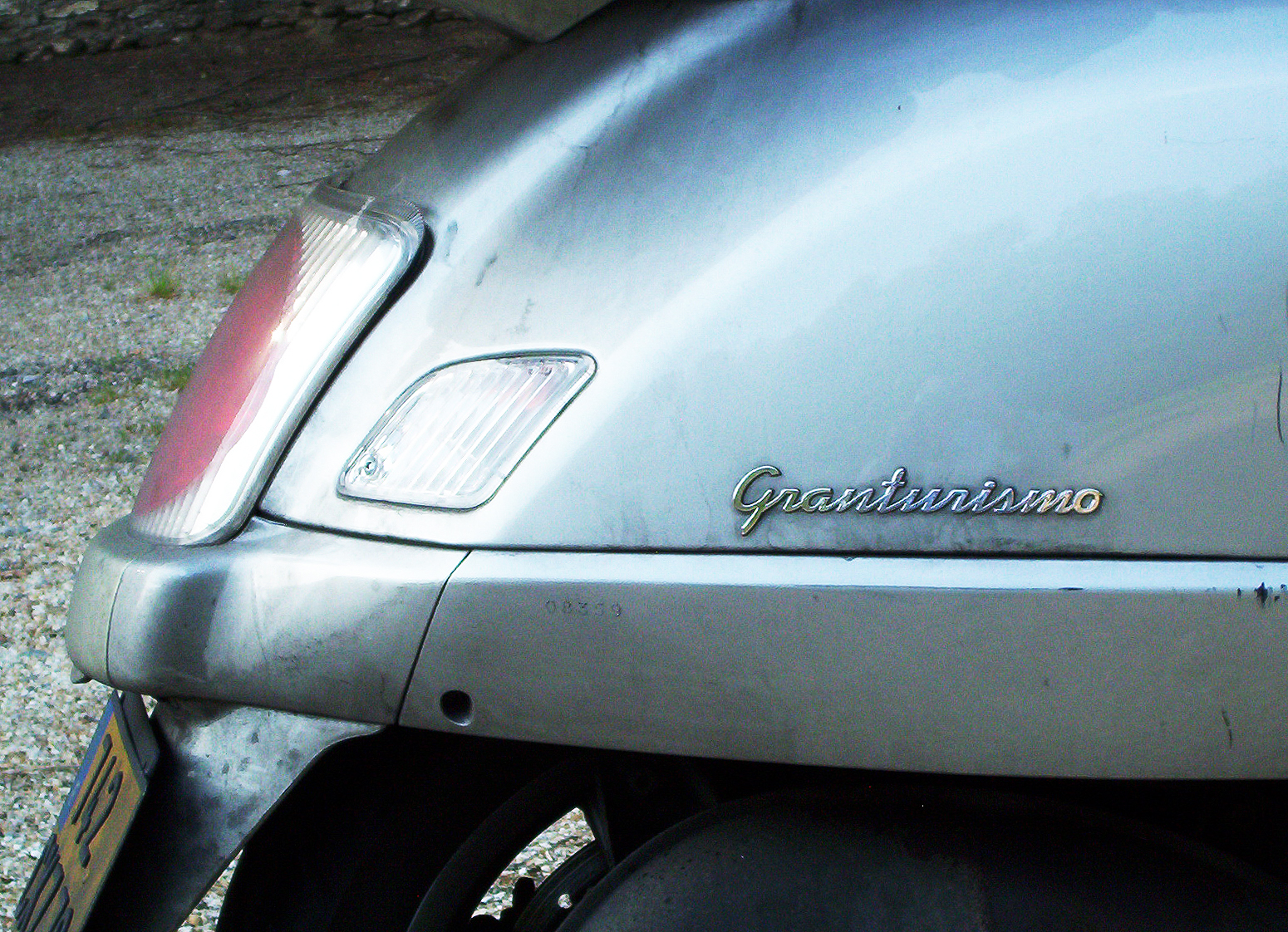
Le style Grand Tourisme.
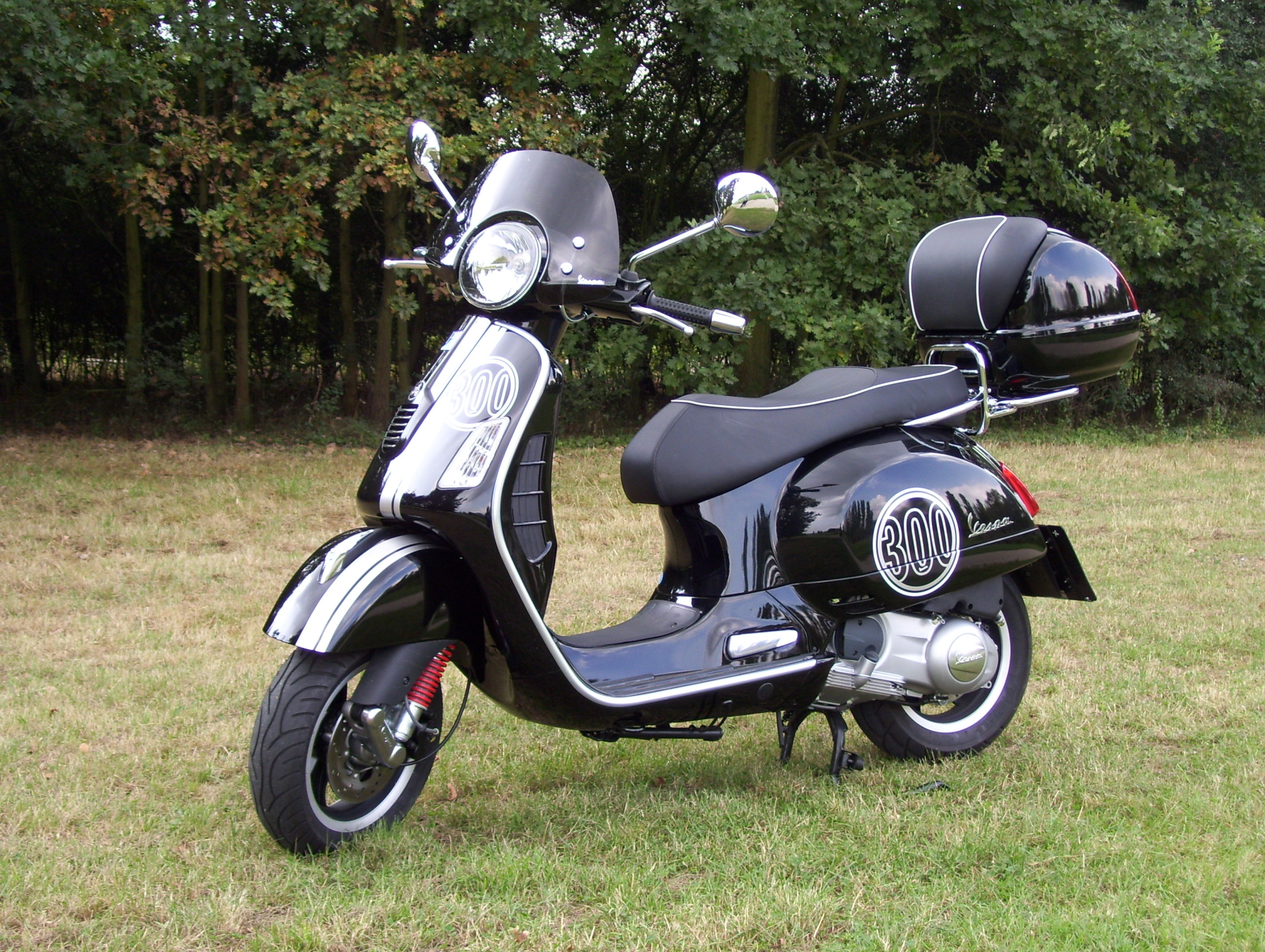
Vespa GTS 300 Super 2009.
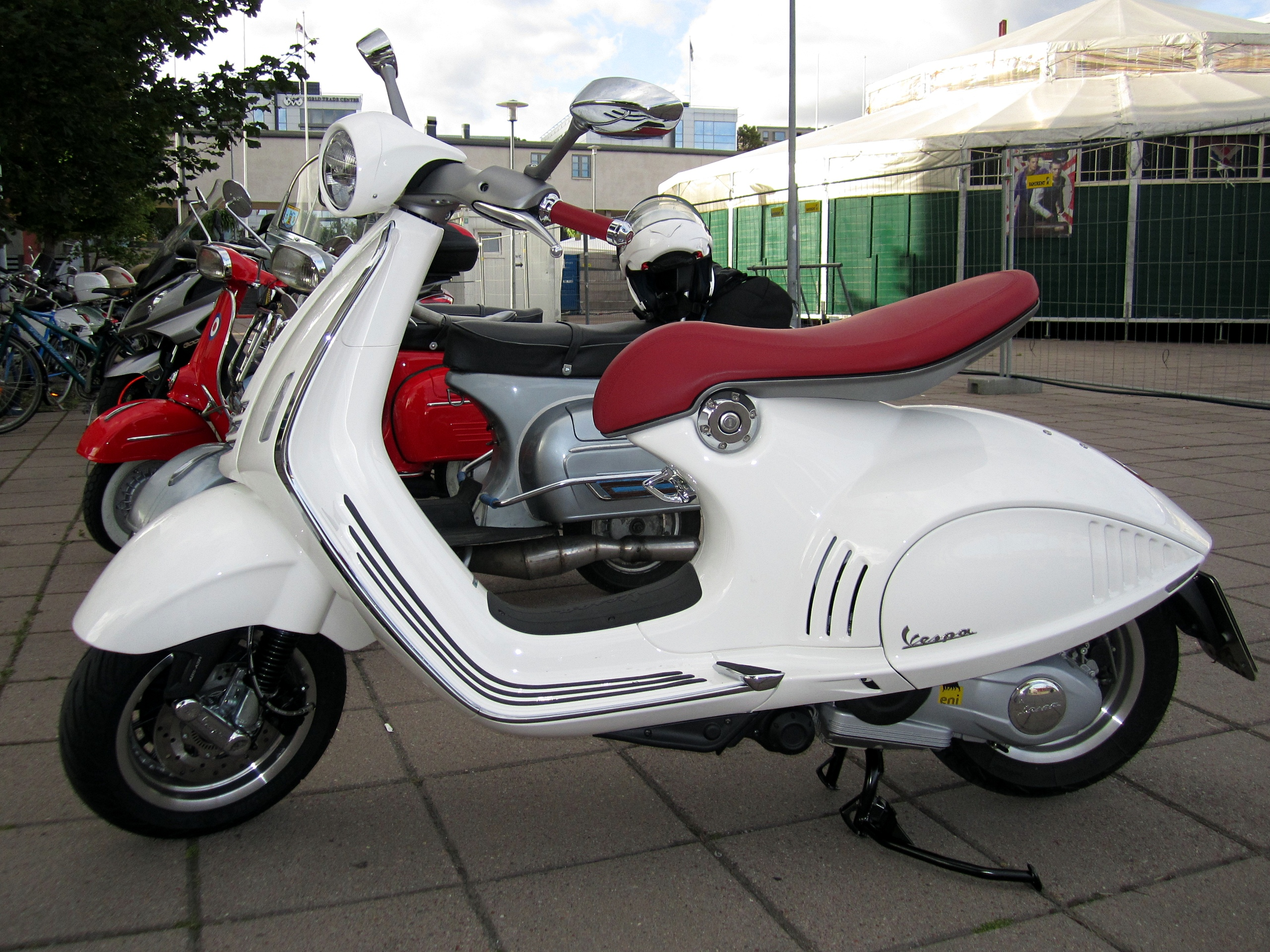
Vespa 946 2013.
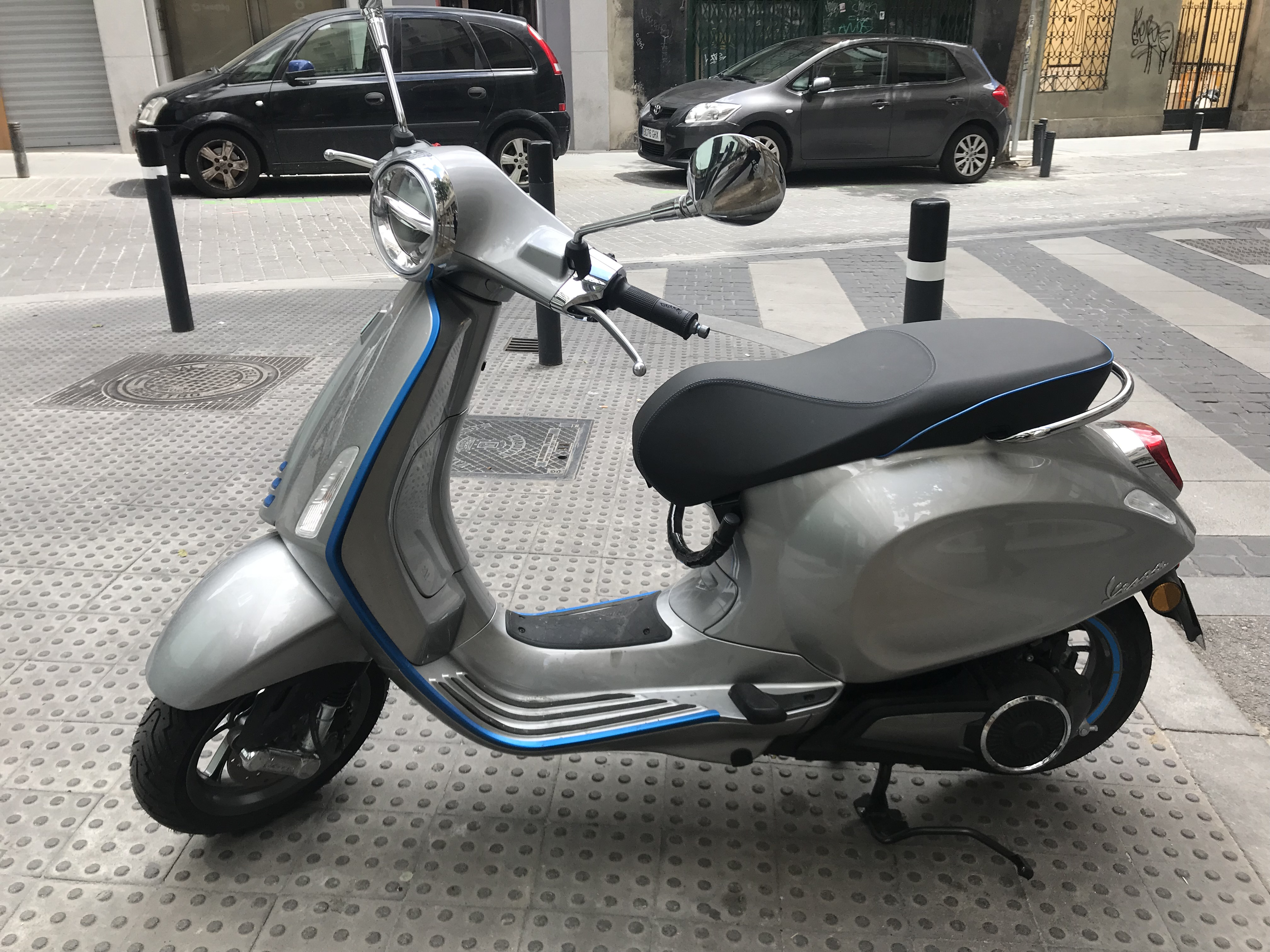
Vespa Elettrica 2019.

## Modèles
| Modèles historiques (1946-2000) - Vespa 98 - Vespa 98 Corsa - Vespa 98 II serie - Vespa 125 Corsa - Vespa GTS 125 - Vespa Sprint 125 - Vespa GT 125 - Vespa SS 180 - Vespa GS 150/160 - Vespa N 150 - Vespa SS 50/90 - Vespa 50 N/R/L/Spécial - Vespa Cosa 125/150/200 - Vespa Primavera 125 - Vespa PK 50/80/100/125 - Vespa TS 125 - Vespa GS 150/160 - Vespa PX 80/125/150/200 - Vespa Rally 175/180/200 - Vespa Sprint et Sprint Veloce - Vespa T5 - Vespa U 125 - Vespa Vespino - Vespa ET2 50 - Vespa ET3 125 - Vespa ET4 50/150 | Modèles récents (2000-2014) - Vespa LX 50/125/150 - Vespa GT 125/200 - Vespa GTS 250 - Vespa GTS 300 - Vespa GTS Super 300 Hybride (2008) - Vespa LX 50 HyS Série spéciale 60 ans de la marque (mars 2007) - Vespa LXV 50/125 - Vespa GTV 125/250 - Vespa S 50/125 - Vespa LX 50 FL | Offre actuelle (2008-) - Vespa GTS 300 - Vespa GTS Super 300 (2015-) - Vespa Primavera 50/125 - Vespa Sprint 50/125 (2016-) - Vespa GTS 125 - Vespa GTS Super 125 (2019-) - Vespa Electtrica (25, 45, 75 km/h) |

## Fictions et récits

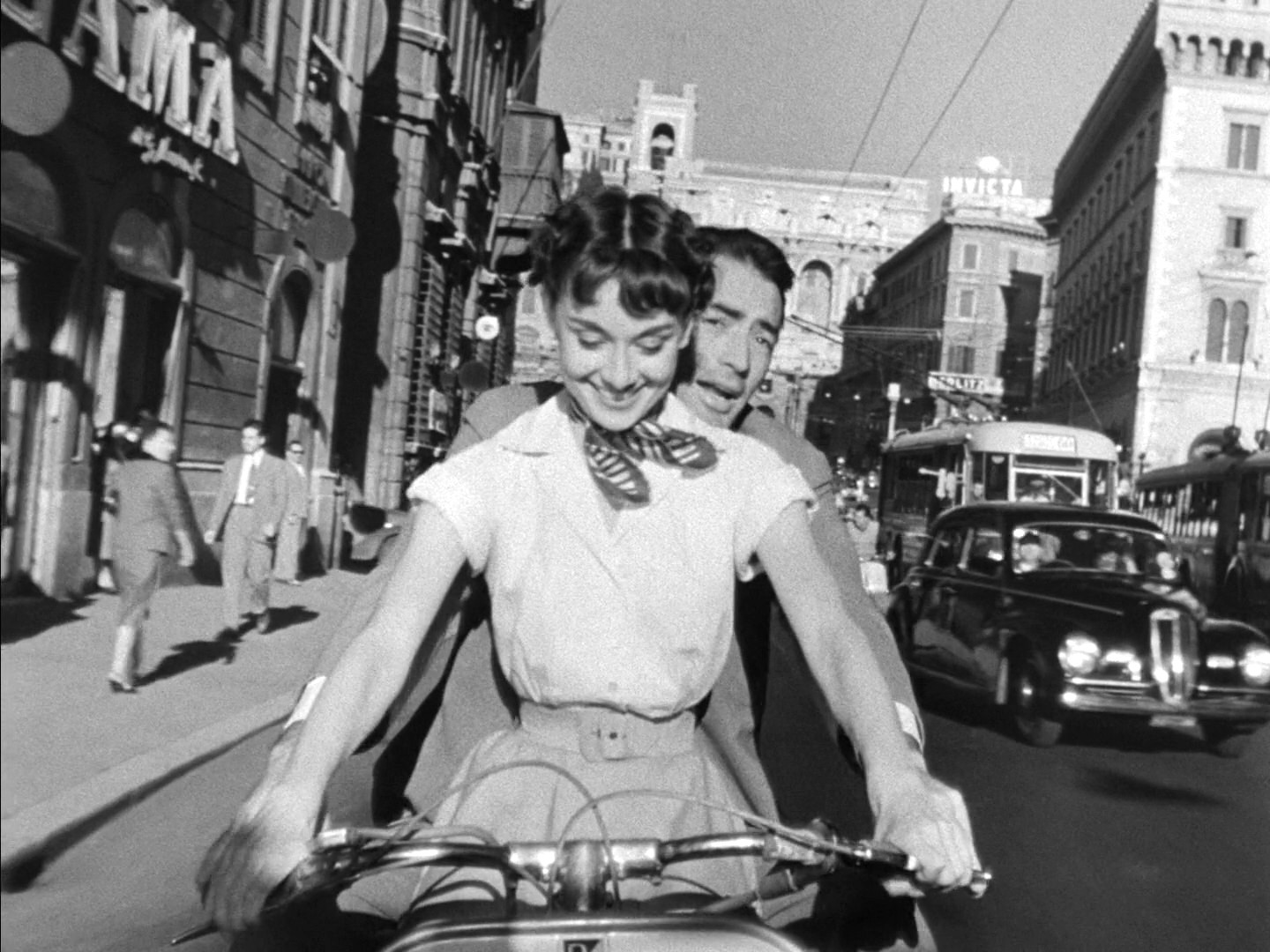
Audrey Hepburn et Gregory Peck sur une Vespa dans Vacances romaines en 1953.

- Vacances romaines, réalisé par William Wyler avec Audrey Hepburn et Gregory Peck (1953).
- Franck Roddam, Quadrophenia avec Phil Daniels et Sting, fiction sur le mouvement musical anglais mod, bande originale par The Who.
- Nanni Moretti, Journal intime.
- Nadine Cross, Le Fléau.
- Haruhara Haruko, FLCL.
- Gintoki, Gintama.
- Mad Mod et, pour un demi-épisode, Beast Boy, Teen Titans.
- Mona, WarioWare, Inc.
- Robin Sena, Witch Hunter Robin.
- Mayama Takumi, Honey and Clover.
- Daniel Sauvage, Ma vespa, ma femme et moi. 25 000 kilomètres autour de la Méditerranée, 1956.
- Bettinelli, Giorgio, Brum Brum. 254.000 chilometri in Vespa.
- Le Petit Baigneur, film de 1968 de Robert Dhéry, Piaggio Vespa 50 S utilisé par André Castagnier (Robert Dhéry).
- Absolute Beginners, film de 1986 de Julien Temple, Piaggio Vespa 150 GS (1958-1959).
- Doctor Who, série britannique, Le Dixième Docteur, joué par David Tennant roule avec une Vespa bleue avec sa compagne Rose Tyler au début de l'épisode L'Hystérique de l'étrange lucarne (2006).
- Transformers: The Last Knight, film de 2017 de Michael Bay, Sqweeks, un Autobot de petite taille, se transforme en Vespa turquoise.
- Deadpool 2, film de 2018 de David Leitch, Deadpool utilise une Vespa Primavera rouge lors de la poursuite du transport pénitencier.
- Luca, film de 2021 des studios Pixar. Les deux jeunes héros, Luca et Alberto, rêvent de posséder une Vespa et de faire le tour du monde avec. L'objet est un fil conducteur pendant le film.